# Consignatievoorraad
Consignatievoorraad is voorraad in beheer van afnemer maar in eigendom van leverancier. Het eigendom van de consignatievoorraad wordt alleen overgedragen wanneer de voorraad wordt gebruikt, uitgegeven of verkocht in het geval van een winkel. Ongebruikte voorraden in een magazijn kunnen aan de leverancier worden geretourneerd als het gaat om standaard vervaardigde producten. Met klantspecifieke artikelen moeten afspraken worden gemaakt over het retourneren van producten.

## Relatie tussen afnemer en leverancier
In een relatie met consignatievoorraad garandeert de leverancier het bedrijf dat de voorraad van een artikel beschikbaar zal zijn tussen een overeengekomen minimum- en maximumniveau, en dat deze wordt opgeslagen in de buurt of op van de plaats van gebruik door het bedrijf. Het bedrijf is niet in het bezit van of betaalt voor de voorraad totdat deze wordt verbruikt of verkocht. 
Op deze manier is informatie over het verbruik van het artikel onmiddellijk beschikbaar voor de leverancier, waardoor ook een continue aanvulling van de voorraad mogelijk is. Dit biedt het bedrijf enige bescherming tegen schommelingen in de vraag door ervoor te zorgen dat de voorraad altijd beschikbaar is en tegelijkertijd de leverancier beter te informeren over het verbruik van het product door het bedrijf.